# تصویربرداری فلورسانس

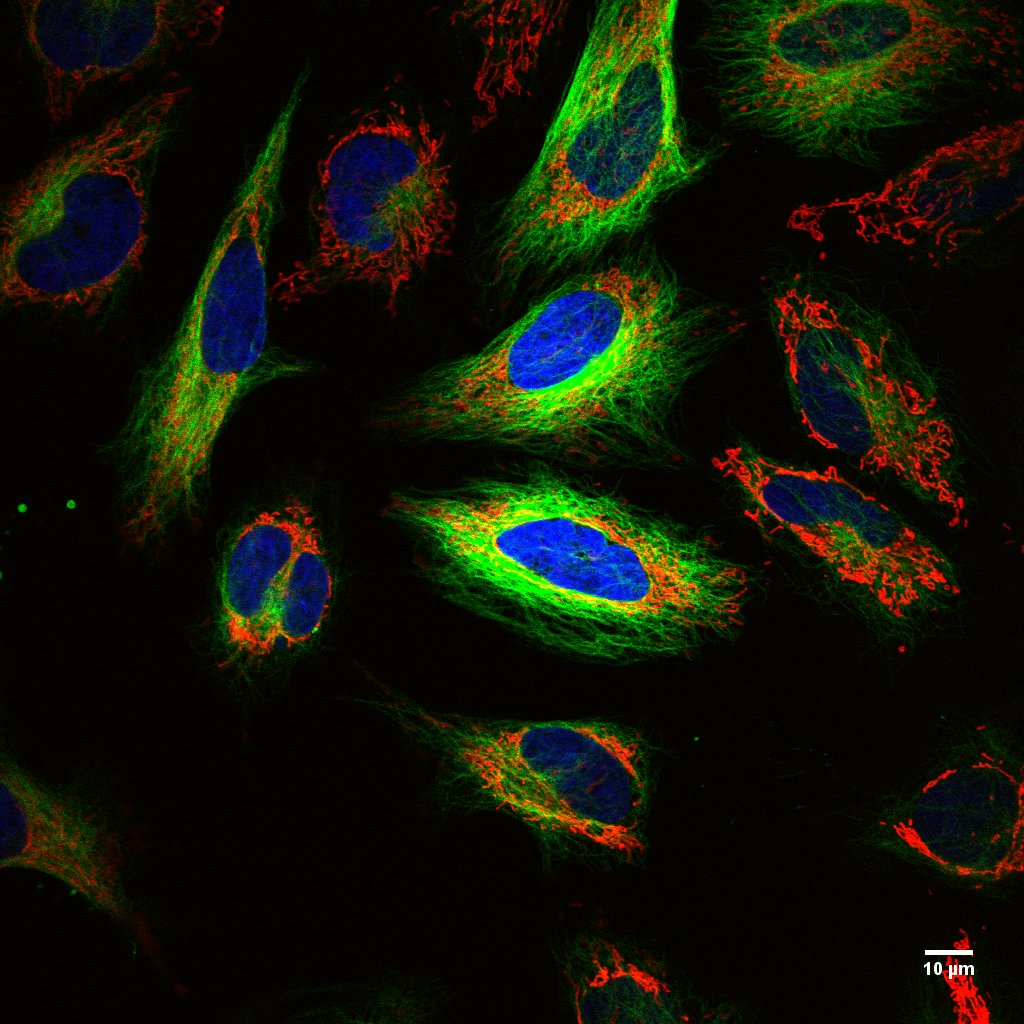
تصویر فلورسانس چند رنگی از سلولهای زنده HeLa

تصویربرداری فلورسانس نوعی تکنیک تصویربرداری غیر تهاجمی است که می‌تواند به تجسم فرایندهای بیولوژیکی در یک ارگانیسم زنده کمک کند. تصاویر را می‌توان از انواع مختلفی از جمله: میکروسکوپ، پروب‌های تصویربرداری و طیف‌بینی تهیه کرد.
خود فلورسانس نوعی لومینسانس است که ناشی از تابش ماده از طول موج معین پس از جذبتابش الکترومغناطیسی است. مولکول‌هایی که هنگام جذب نور مجدداً از خود ساطع می‌کنند، فلوئورسازه نامیده می‌شوند.
تصویربرداری فلورسانس از رنگهای فلورسنت و پروتئینهای فلورسنت برای علامت گذاری مکانیسم‌ها و ساختارهای مولکولی استفاده می‌کند. این اجازه می‌دهد تا یک فرد به صورت تجربی پویایی بیان ژن، بیان پروتئین و فعل و انفعالات مولکولی در یک سلول زنده را مشاهده کند. در اصل به عنوان ابزاری دقیق و کمی در رابطه با کاربردهای بیوشیمیایی عمل می‌کند.
یکی از اشتباهات رایج، تفاوت فلورسانس از زیست‌تابی چگونگی تولید نور توسط پروتئین‌های موجود در هر فرایند است. زیست‌تابی یک فرایند شیمیایی است که شامل آنزیم‌ها برای شکستن یک بستر برای تولید نور است. فلورسانس تحریک بدنی یک الکترون و بازگشت بعدی به ساطع نور است.